# Rahel Varnhagen (Arendt)

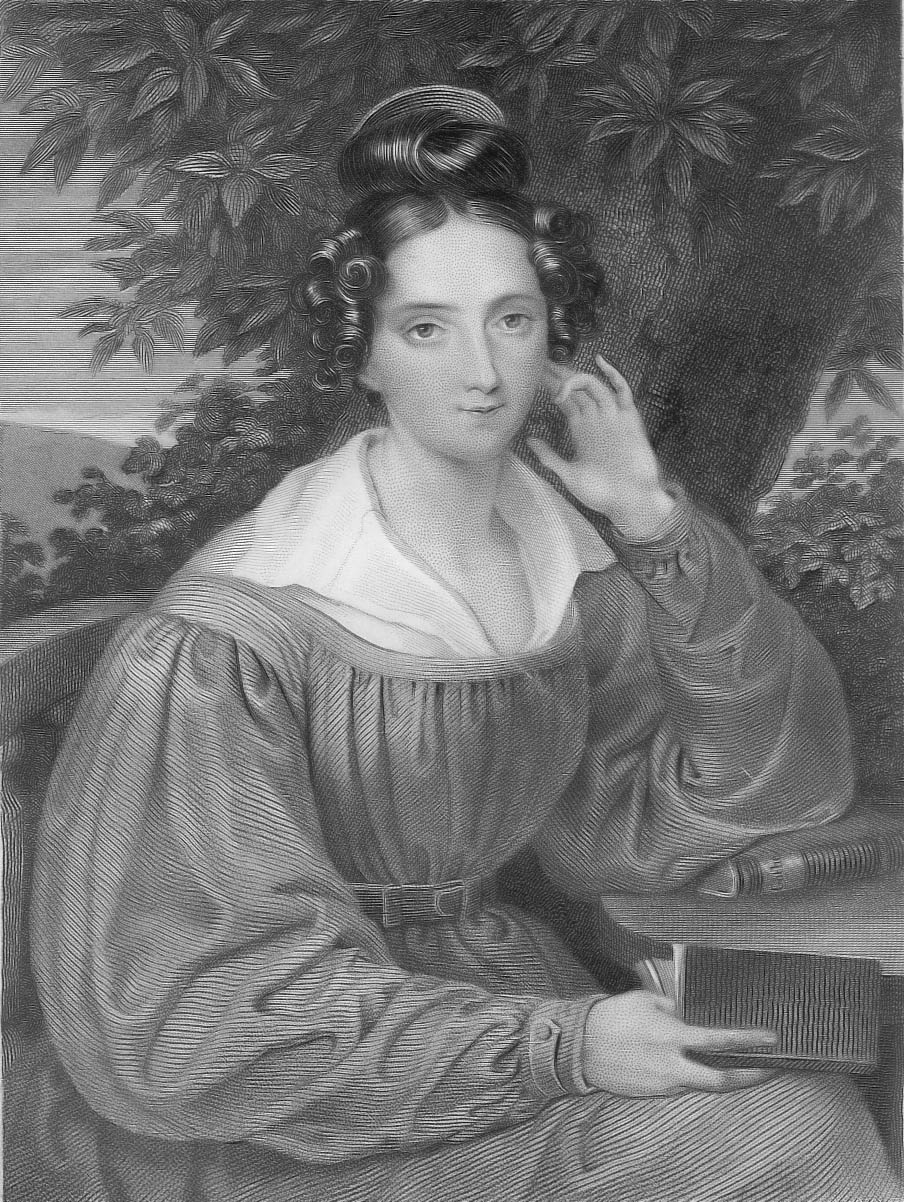
Rahel Varnhagen

Rahel Varnhagen. Lebensgeschichte einer deutschen Jüdin aus der Romantik ist eine Biografie der Philosophin Hannah Arendt über die Berliner Salonnière und Schriftstellerin Rahel Varnhagen von Ense. Obgleich bereits 1929 bis 1933 in Berlin mit einem Stipendium als Habilitationsschrift verfasst und 1938 im Pariser Exil fertiggestellt, erschien das Werk als Buch erst 1957 zunächst in London auf Englisch und dann 1959 auf Deutsch in der Bundesrepublik Deutschland. In den Vereinigten Staaten wurde es erst 1974 veröffentlicht. Es stellt neben ihrem 1932 erschienenen Artikel Aufklärung und Judenfrage Arendts frühe theoretische Auseinandersetzung mit der jüdischen Geschichte dar und enthält bereits viele der für ihr Denken wichtigen Begriffe wie Assimilation, Emanzipation, Paria und Parvenü. Zudem legt sie hier einen Entwurf ihrer Geschichtsauffassung vor.

## Intention und persönlicher Bezug der Autorin

### Entstehung, Veröffentlichung und späte Anerkennung der Habilitation
In der zweiten Hälfte der 1920er Jahre hatte Hannah Arendt begonnen, sich mit der deutschen Romantik auseinanderzusetzen. Sie besuchte dazu Vorlesungen von Friedrich Gundolf an der Universität Heidelberg. 1927 lernte sie den Germanisten Benno von Wiese kennen, mit dem sie kurzzeitig durch eine Liebesbeziehung verbunden war. Zunächst plante sie eine größere Arbeit zum Thema Romantik. Während der Vorbereitungen interessierte sie sich zunehmend für die Jüdischen Salons. Dabei wandte sie sich Rahel Varnhagen zu. Es war Arendts Jugendfreundin Anne Mendelsohn, die eine dreibändige Sammlung der Rahel-Briefe bei einem Buchhändler fand und ihr schenkte, weshalb Arendt der Freundin das Buch widmete, als es Jahrzehnte später erschien: »FÜR ANNE seit 1921«.
1931 begann Arendt in der Staatsbibliothek zu Berlin die unveröffentlichten Schriften Rahel Varnhagens aus der Sammlung Varnhagen zu studieren. In der von Mendelsohn entdeckten Briefsammlung, Ein Buch des Andenkens für ihre Freunde (1834 herausgegeben von Karl August Varnhagen von Ense), waren bei Weitem nicht alle Briefe enthalten. Arendts Hauptquelle wurde eine unveröffentlichte Fassung desselben Buches aus August Varnhagens Nachlass. Für diese Studien erhielt sie ein Stipendium der Notgemeinschaft der deutschen Wissenschaft, unterstützt durch positive Gutachten ihres Doktorvaters Karl Jaspers, des von diesem angesprochenen Martin Heidegger sowie des Theologen Martin Dibelius.
Zu ihrem Motiv für diese Untersuchung heißt es in Kurt Sontheimers letzter Veröffentlichung vor seinem Tod über Hannah Arendt 2005:
„Nach ihrer Promotion in Heidelberg 1928 stand die junge Doktorin der Philosophie vor der Frage, was sie nun weiter tun sollte. Obwohl sie sich mit ihrem Denken ganz in der Philosophie der Antike eingegraben hatte, konnte sie doch nicht umhin, die Probleme und bedrohlichen Veränderungen in ihrer politischen Umwelt wahrzunehmen. Es war ihr immer bewusst gewesen, dass sie Jüdin war, doch erst durch ihre Freundschaft mit Blumenfeld und dem jüdischen Kommilitonen Hans Jonas und dank ihrer eigenen Wahrnehmung des um sich greifenden Antisemitismus in der Weimarer Republik entwickelte und schärfte sich ihr politisches Bewusstsein. Sie war, wie sie selbst bekannte, politisch naiv gewesen, doch nun wurde sie in den Jahren des Scheiterns der ersten deutschen Republik vor Fragen gestellt, die mit ihrer Situation als Jüdin in Deutschland zu tun hatten. Angesichts der handgreiflichen antisemitischen Bedrohung durch die nationalsozialistische Massenbewegung konnte sie der «Judenfrage» nicht mehr ausweichen.“
Das Manuskript für ihr großes als Habilitationsschrift angelegtes, zunächst unvollendetes, Jugendwerk verfasste Arendt 1929 bis 1933 in Berlin. Sie schrieb an Karl Jaspers 1956, dass sie auf Anraten Walter Benjamins und Heinrich Blüchers 1938 das Buch im Exil in Paris durch die zwei letzten Kapitel zum Thema Parvenu und Paria sowie über die Judenfrage („Aus dem Judentum kommt man nicht heraus...“) ergänzt habe. 1941 besaß Arendt kein Exemplar ihres Manuskriptes mehr. Sie erbat von ihrem Briefpartner Gershom Scholem das ihm überlassene Schriftstück. Damit gab sie der Studie ein theoretisches Fundament. Im selben Brief bezeichnet sie ihre Arbeit als „Frauenbuch“.
Die Arendt-Forscherin Antonia Grunenberg hebt drei Schwerpunkte hervor, die Arendts Arbeit durchziehen. Einerseits entfalte sie Rahel Varnhagens Biografie „auf dem Hintergrund der katastrophalen Zerstörung der deutsch-jüdischen Kultur“, außerdem zeige sie die Illusionen der deutsch-jüdischen «Symbiose» und nicht zuletzt schwinge die eigene bedrohte Existenz der jüdischen Autorin in der historischen Studie mit. Grunenberg unterstreicht, aus der zeitlichen Distanz betrachtet, verdichte sich in diesem Buch Arendts damalige eigene Lebenssituation einer aus der deutschen Kultur vertriebenen Jüdin, die ein Leben als Staatenlose führen musste.
Insbesondere Elisabeth Young-Bruehl, die für das Varnhagen Projekt die Überschrift „Biographie als Autobiographie“ wählte, aber auch zahlreiche andere Arendt-Biografen gehen davon aus, dass sich Arendt mit Rahel Varnhagens Stellung als Außenseiterin stark identifizierte. So hatte sie in einem Brief aus dem Jahr 1936 an Heinrich Blücher Rahel als ihre „wirklich beste Freundin“ bezeichnet, „die nur leider schon seit 100 Jahren tot ist“. An Gershom Scholem, der ihr Buch bereits 1939 in Paris gelesen hatte und es nach dem Erhalt der deutschen Ausgabe 1959 „großartig“ nannte, schrieb sie in ihrem Antwortbrief dazu: „Die Juden sind ja doch alle heimlich der Meinung, ich sei antisemitisch, sehen nicht, wie gerne ich die Rahel hatte, als ich über sie schrieb, verstehen nicht, daß man doch ganz freundlich die Wahrheit sagen kann, auch sich selbst z. B.“ Auch wegen ihrer früheren Liebe zu Martin Heidegger, die erst 1982 durch ihre Biographin Elisabeth Young-Bruehl bekannt wurde, ziehen einige Autoren Parallelen zu Rahels Lebensgeschichte.
Das Werk erschien zuerst 1957 unter dem Titel: Rahel Vernhagen. The live of a Jewess in London, aus dem Deutschen übersetzt von Clara Winston und Richard Winston, herausgegeben vom Leo Baeck Institut. Die deutsche Fassung kam 1959 heraus und erschien im Piper Verlag, wie die meisten ihrer späteren Schriften.
„Klaus Piper fand den Text zunächst für sein Programm nicht geeignet“, konnte aber
später überzeugt werden. Problematisch für den Cheflektor Hans Rößner war der von Arendt geplante Untertitel des Buches und die vielen Verweise auf Rahels Judentum. Arendt weigerte sich die Hinweise zu entfernen, aber der Untertitel Eine Lebensgeschichte wurde für den Umschlag gekürzt ohne den Hinweis auf ein Judentum. Rößner war, was Arendt nicht wusste, in der NS-Zeit seit 1934 Mitglied der SS und seit 1937 in der NSDAP und von 1934 bis 1936 beim Sicherheitsdienst des Reichsführers SS  und ab 1938 im Reichssicherheitshauptamt tätig. Arendt macht in einen Brief vom 12. Januar 1959 an Rößner einige Vorschläge für den Buchuntertitel, und schreibt, dass es einen noch viel schöneren gäbe: „Rahel Varnhagen. Die Melodie eines beleidigten Herzens, nachgepfiffen mit Variationen von Hannah Arendt. Das ist naemlich genau, was ich gemacht habe.“
Arendts Buch stützt sich auf veröffentlichte und unveröffentlichte Briefe sowie Tagebuchaufzeichnungen Rahel Varnhagens, geb. Levin, die Arendt z. T. erstmals auswertete. Ihre Chronologie folgt überwiegend der von Karl August Varnhagen herausgegebenen Zusammenstellung von Briefen und Tagebucheinträgen. Wie Arendt in ihrem Vorwort schreibt, war ihre Freundin Lotte Köhler an der Auswahl der Briefe beteiligt, hat die Zitate überprüft, aus Arendts Notizen eine Bibliographie erarbeitet und eine Zeittafel hinzugefügt.
Nach dem Krieg waren die Originalbriefe in Berlin verschwunden. So konnten die Zitate für die Veröffentlichung nicht überprüft werden. 1977, 2 Jahre nach Arendts Tod, wurde bekannt, dass die Briefe in der Jagiellonische Bibliothek in Krakau lagerten. Die Überprüfung ergab einige Fehler von Arendt. So wurden unter anderem die Sammlung der Briefe nicht nur von Varnhagens Ehemann, sondern auch von Rahel selbst korrigiert, und Rahels letzte Worte waren unvollständig zitiert. „Arendt zitierte die von Varnhagen überlieferten Worte Rahels auf dem Sterbebett, sie sei dankbar, als Jüdin geboren zu sein. Den diesen Worten folgenden Ausdruck der Dankbarkeit, Christin geworden zu sein, zitierte Arendt nicht.“
Barbara Hahn zufolge ist die Arbeit „vielstimmig“ – eine Collage von Geschichten aus dem Leben der Protagonistin mit Brief- und Tagebuchauszügen sowie Überlegungen Arendts dazu.
Bereits Mitte der 1950er Jahre hatte Arendt einen ersten Antrag auf Wiedergutmachung bei der Regierung der Bundesrepublik Deutschland gestellt und dabei vorgebracht, dass ihre Habilitationsschrift Anfang 1933 fast vollständig vorlag und sie diese wegen der Machtübernahme durch die Nationalsozialisten nicht verteidigen konnte. Obwohl sie Unterstützung durch Karl Jaspers erfuhr, wurde das Verfahren mehrmals abschlägig beschieden. Erst Ende 1971 sprach ihr ein Gericht die Anerkennung ihrer Habilitation zum 31. Juli 1933 zu. 1972 erhielt sie eine Entschädigungszahlung für das ihr seit 1933 entgangene Gehalt.

### Kritik als Selbstkritik, Problematik der Assimilation
Arendt betont, sie wolle Personen und Literatur aus der Perspektive Rahels beschreiben, eine „Nacherzählung der Lebensgeschichte“ vorlegen. Sie sah sich als „reflektierendes Sprachrohr des Geschehens“. Die Kritik an der Hauptperson soll demnach deren Selbstkritik entsprechen. Falls sie von einer höheren Warte über Rahel geurteilt habe, so sei ihre Arbeit eigentlich misslungen.
Sie bezeichnet ihr Werk als einen Beitrag zur Geschichte der deutschen Juden und zwar desjenigen Ausschnitts, der die Problematik der Assimilation (Anpassung) behandelt. Am Beispiel Rahels zeigt Arendt die Art und Weise, in der sich der Antisemitismus der gesellschaftlichen und geistigen Umwelt unmittelbar auf ein persönliches Schicksal auswirkt. Dieses ist mit dem dringenden Appell an den Leser verbunden, sich selbst seiner Geschichte bewusst zu werden. Rahels Haltung zur Judenfrage war typisch für einen Teil des gebildeten deutschen Judentums. Doch die nicht-wahrgenommene und umgedeutete Geschichte „rächt“ sich, indem sie zum individuellen Schicksal wird. Ziel dieses Buches ist es, den Lesern jüdische Geschichte anhand dieses einzelnen Lebens bewusst zu machen.
Dabei möchte Arendt ihrer Arbeit nicht die Sichtweise der Moderne zu Grunde legen. „Pseudowissenschaftliche“ Methoden wie „Tiefenpsychologie“, „Psychoanalyse“, „Graphologie“ usw. lehnt sie ab. Neben der Biografie enthält das Werk Auszüge aus Rahels Briefen und Tagebüchern, wodurch Arendt versucht, der „Innensicht“ Rahels nahezukommen.

## Rahel Varnhagens Lebensgeschichte

### Kampf um Anerkennung
Rahel Levin, geb. 1771, wuchs in Berlin als Tochter reicher Eltern auf, die Teile ihres Vermögens verloren. Als zunächst wenig gebildete, nicht schöne, jüdische Frau hatte sie wenig Chancen, eine soziale Existenz in der Gesellschaft zu erlangen.
In ihrer Jugendzeit forderten viele Vertreter der Aufklärung gleiche Rechte für die seit Jahrhunderten unterdrückten und verfolgten Juden. Von Lessing übernahm Rahel die Auffassung: Auf das Selbstdenken kommt es an. Die Vernunft befreit aber nur das Individuum, hat jedoch keinen Einfluss auf historisch gewachsene  <Vorurteile> gegen Juden. So fühlte sich Rahel von Geburt an benachteiligt und unglücklich ohne Tradition und Vorbild. Sie konnte auf dieser Grundlage kein Realitätsbewusstsein entwickeln und blieb, so Arendt, bis kurz vor ihrem Tod abhängig von der Bestätigung durch andere.
Arendt beschäftigt sich hauptsächlich mit Rahel Varnhagens Denken und ihrer Stellung in der deutschen Gesellschaft des frühen 19. Jahrhunderts als jüdische kluge Frau mit Witz, die auf unterschiedliche Weise versucht, ihr Judentum abzulegen. Rahels Leben versteht Arendt als Suche nach Heimat, Freundschaft und Liebe in einer selbst geschaffenen Welt, die nicht der Wirklichkeit entsprach. Aufgeklärt und auf Vernunft gestützt, war es ihr gelungen, gleichberechtigten Umgang mit Literaten, Wissenschaftlern und Philosophen zu pflegen, nicht aber Eingang in die deutsche Standesgesellschaft zu finden.
Das Zurückziehen auf die Innerlichkeit, „Schamlosigkeit“ und das Verwischen der Grenzen zwischen „intim“ und „öffentlich“ sind, laut Arendt, Phänomene der Romantik, die die Wirklichkeit der Welt ausblenden und Rahels Haltung verstärkten, durch Verstellung und Umdeutung der Wahrheit zu Ansehen zu gelangen.
In Rahel Levins erstem Berliner Kreis verkehrten viele Geistesgrößen der damaligen Gesellschaft, aber auch Louis Ferdinand Prinz von Preußen mit seiner Geliebten Pauline Wiesel sowie Schauspieler, die – wie Juden – von der Gesellschaft nicht anerkannt wurden. In den wenigen Stunden der Begegnung fühlte sich Rahel mit allen gleichberechtigt. Standesunterschiede, Religion und Geschlecht spielten hier, so schien es, keine Rolle. Während sich die jüdischen Männer ihren Geschäften widmeten – Rahel bedauert in einem Brief, dass Frauen dieser Bereich nicht zugänglich sei –, vollzogen die eigentliche gesellschaftliche Assimilation die jüdischen Frauen, die kurzzeitig in der Zeit zwischen den Ghettos und antisemitischen Entwicklungen literarische Salons begründeten. „Gerade weil Juden außerhalb der Gesellschaft standen, wurden sie [die jüdischen Salons] für kurze Zeit eine Art neutraler Boden, auf dem sich die Gebildeten trafen.“
Goethe, wie auch ihre Freunde, stellten Rahel Levins <große Originalität> heraus. Dies wurde jedoch nicht von allen positiv, sondern eher als Stillosigkeit und Unordnung betrachtet. Sie orientierte sich später an Goethe, ohne sich, wie sie schreibt, blindlings von einem Menschen einnehmen zu lassen. „Weil sie Goethe versteht und erst von ihm aus sich versteht, kann er ihr fast die Tradition ersetzen […] Goethe vermittelt ihr die Sprache, die sie sprechen kann.“
Durch Zufall lernte Rahel Levin 1795 den Grafen Karl von Finckenstein kennen. Beide verliebten sich ineinander und verlobten sich. Durch den Aufstieg in den preußischen Adel hoffte Rahel, das Judentum verlassen zu können. Sie führte Finckenstein in ihren Salon ein, in dem ein Adelstitel nichts galt und er wenig Anerkennung fand. Sich auf seine Familie beziehend, die keine jüdische Schwiegertochter akzeptieren wollte, löste Finckenstein die Verlobung. Rahel litt lange unter Liebeskummer, doch auch, weil die Trennung eine Niederlage bedeutete, hatte sie doch gehofft, als Individuum akzeptiert zu werden.
1800 ging Rahel nach Paris, um das Unglück und die 'Schande' hinter sich zu lassen. Zunächst befiel sie eine Melancholie, die sie jedoch bald durch das Leben in der Fremde ablegen konnte. „Leicht ist es, das Leben in der Fremde zu lieben.“ Hier kann man ein „Niemand“ sein, seinen Namen ablegen, und verlieben kann man sich ohne Gefahr. Und durch die Liebe lernte sie den Genuss kennen. Zurück in Berlin, suchte sie Halt in einer deistischen Form der Religion, die weder dem Judentum noch dem Christentum ähnelte.
Eine weitere Liebesgeschichte mit Friedrich von Gentz scheiterte an dessen „Verrat“ wegen ihrer jüdischen Herkunft. Auch eine zweite Verlobung mit einem spanischen Adligen, Don Raphael d'Urquijo, den sie ebenfalls leidenschaftlich liebte, ging in die Brüche, da dieser zwar an ihrem Judentum keinen Anstoß nahm, jedoch ganz bestimmte Vorstellungen über die Unterordnung der Frau unter den Mann hatte.
Aus ihren Erfahrungen zog Rahel den Schluss, die Kunst zu erlernen, nicht die Wahrheit zu sagen, sondern das eigene Leben als Schauspiel oder als Erzählung darzustellen. „Es ist besser, nur eine Anekdote zu sein als ein Mensch mit Eigenschaften.“
Hauptadressatin ihrer Lebensgeschichte ist Rebecca Friedländer, eine Schwiegertochter David Friedländers, an die Rahel von 1805 bis 1810 158 Briefe schrieb. Sie beschloss, wie vor ihr schon ihr Bruder, ihren Nachnamen in Robert zu ändern, um die Trennung von der jüdischen Identität auch äußerlich sichtbar zu machen.
Anfang des Jahrhunderts erschien die erste moderne „Hetzbroschüre“ Wider die Juden, der eine Welle von Antisemitismus folgte. Hannah Arendt vergleicht die Anstrengung von Juden, einzeln in die Gesellschaft aufgenommen zu werden, mit den Antisemiten, die jeweils einen „Ausnahmejuden“ kennen.
1806 wurde der Salon infolge des Einmarsches Napoleons geschlossen. Die neuen Berliner Salons ab 1809, eher politisch-literarische Zirkel, waren exklusiver, vom Adel dominiert, patriotisch geprägt und hatten wie z. B. die Christlich-deutsche Tischgesellschaft Statuten, die Frauen, Franzosen, Philistern und Juden den Zutritt verboten. Arendt urteilt:
„Worauf es ankam, war, daß man sich geistig gegen die Aufklärung, politisch gegen Frankreich und gesellschaftlich gegen den Salon zusammenfand. Als direkter Protest gegen den jüdischen Salon der Zeit muss der Ausschluß der Frauen verstanden werden, […] .“
Rahel versuchte zunächst, sich Napoleon als Sieger und Vertreter der Aufklärung anzuschließen, während ihre früheren Freunde wachsendem Chauvinismus verfielen und sie in zunehmende Isolation geriet. In dieser verzweifelten Situation begegnete sie Fichte, dessen Vorlesungsreihe Reden an die deutsche Nation gerade einen großen Erfolg erzielten und übernahm von ihm eine philosophische Form des Nationalismus. Träger der neuen Welt sei nicht Geschichte oder Stand, sondern die Nation. Dies gab Rahel die Chance dazuzugehören, wenn sie ihre individuelle vorherige Existenz „vernichtete“. Gelingen konnte ihr das nicht, „denn der patriotische Antisemitismus, dem auch Fichte nicht fernstand, vergiftete alle Beziehungen zwischen Juden und Nichtjuden.“

### Gelungene Assimilation?

#### Aufstieg
1808 lernte Rahel Levin den 14 Jahre jüngeren August Varnhagen kennen, der sich nach abgebrochenem Medizinstudium mit Philosophie und Literatur beschäftigte, kleinere Werke herausgebracht hatte und freisinnig dachte. Arendt charakterisiert ihn ambivalent als „unoriginell“, „geschmacklos“ und „banal“, jedoch andererseits „bildsam aus Einsicht; er bemüht sich zu verstehen, weil er Vernunft hat.“ Er wird zum „Propheten“ und „Priester“ Rahels, verwaltet ihre Tagebücher und Briefe, möchte ihr dienen und von ihr lernen, wird ihr lebenslanger Freund und Geliebter.
Um Varnhagen heiraten zu können, ließ sie sich 1814 taufen. Offizielles unterschrieb sie mit ihrem neuen Namen Antonie Friederike, behielt aber ansonsten ihren Vornamen Rahel bei. Über ihre Ehe schrieb sie 1815, sie sei völlig frei und wahrhaftig bei Varnhagen, sonst hätte sie ihn nie heiraten können.
Durch die späte Heirat kam sie endlich der ersehnten Assimilation näher und zwar zu einem Zeitpunkt, zu dem sich ihre finanzielle Lage erheblich verschlechtert hatte. Während sie zunächst von ihrer Mutter unterstützt wurde und eine Rente bezog, war sie nunmehr auf freiwillige Zuwendungen ihrer Brüder angewiesen. Varnhagen war zum Zeitpunkt der Eheschließung arm, ohne Namen und ohne Stand. Jedoch hatte er durch die Erfahrungen im Militär während des fünften Koalitionskriegs 1809 und wiederum im sechsten Koalitionskrieg 1813/14 Aussichten auf eine kleine diplomatische Position im Dienste Österreichs.
Während des Krieges 1813/14 konnte Rahel sich erstmals praktisch als Deutsche bewähren und ihre neu erworbene Vaterlandsbegeisterung zeigen. Sie kümmerte sich um Verwundete und sammelte Geld. Doch sie lehnte Krieg – im Gegensatz zu den meisten ihrer Zeitgenossen – ab.
Schon 1815 etablierte sich erneut der Antisemitismus offen und stark, 1819 fanden die Hep-Hep-Krawalle statt.
Nunmehr strebte Rahel Varnhagen die Aufnahme in den Adelsstand an. August recherchierte seine Herkunft aus der adeligen Familie von Ense und ließ auf ihre Veranlassung diesen Stand vom Kaiser bestätigen. Er war zunächst Sekretär auf dem Wiener Kongress, anschließend preußischer Geschäftsträger in Baden, wurde eine Art politischer Schriftsteller und verkehrte als Geheimer Legationsrat mit den Honoratioren der Gesellschaft. Seine finanzielle Situation war gut. Rahel hatte ihr Ziel erreicht.
Arendt beurteilt an diesem Punkt der Biografie ihre Protagonistin recht hart:
„Sie wird richtig dumm und platt vor lauter überschwenglichem Glück darüber, daß man ihr gnädigst erlaubt mitzutun.“
Trotzdem bleibt Rahels Haltung ambivalent. Sie fühlte sich weiterhin „maskiert“ und „fremd“ in einer judenfeindlichen Gesellschaft. In einem Brief an ihre Schwester 1819 sprach sie eine weitere Thematik an: sie stellte fest, dass die Frauen ganz von des Mannes und des Sohnes Stand geprägt sind, vielfach nicht als Menschen mit Geist betrachtet werden und die Ehe als höchsten menschlichen Zustand ansehen sollten. Rahel schreibt: „Jeder Versuch, […] den unnatürlichen Zustand zu lösen, wird Frivolität genannt oder noch für strafwürdiges Benehmen gehalten.“
In ihrem Vorwort (von 1958) wirft Arendt August Varnhagen vor, er habe den Nachlass seiner Frau korrigiert, z. T. verstümmelt und Namen geändert, so dass Rahels Umgang weniger „jüdisch“ und mehr „aristokratisch“ erschien. Dieses Handeln entspringe seinem dringenden Anpassungswunsch, den Arendt mit dem Bild des Parvenu verknüpft, das sie von ihm zeichnet. Der Parvenu „schwindelt“ sich, so Arendt, in eine Gesellschaft hinein, in die er nicht gehört. Es ist dieses Lügen, das Rahel ebenfalls perfekt beherrscht, und sie ist es dann auch, die Varnhagen maßgeblich in diese Richtung beeinflusst hat.

#### Zwischen Paria und Parvenu
Nach mehrjähriger Unterbrechung verfasste Arendt im französischen Exil die letzten beiden Kapitel des Werkes, in denen sie ein Konzept entwickelt, das den Begriff des „Paria“ dem des „Parvenu“ gegenüberstellt. Das Schwindeln und Geschichten erzählen, das Rahel als Aufsteigerin ein Leben lang begleitet hat, wird nun zu „Heuchelei“ und „Lüge“ und ihr zunehmend eine Last.
Von 1821 bis 1832 führte Rahel von Varnhagen ihren zweiten Salon mit wiederum illustren Gästen wie Heinrich Heine, Hegel, Leopold von Ranke oder Bettina von Arnim. Doch der Salon blieb, laut Arendt, – im Gegensatz zu dem ersten – nur eine Illusion der Gemeinsamkeit und der Integration. Außerhalb des Salons blieben die Varnhagens isoliert und erhielten keine Einladungen zu den angestrebten Kreisen.
Ihren inneren Konflikt drückte Rahel sehr drastisch aus: „Was ist es garstig, sich immer erst legitimieren zu müssen! Darum ist es ja nur so widerwärtig, eine Jüdin zu sein!!“ Arendt schlussfolgert:
„Es gibt keine Assimilation, wenn man nur seine eigene Vergangenheit aufgibt, aber die fremde ignoriert. In einer im großen Ganzen judenfeindlichen Gesellschaft – und das waren bis in unser Jahrhundert hinein alle Länder, in denen Juden lebten – kann man sich nur assimilieren, wenn man sich an den Antisemitismus assimiliert.“
Juden in Europa waren, auch wenn sie sich assimiliert hatten, Außenseiter, Parias, geblieben, weil sie meistens von großen Teilen des Adels und vor allem vom Bürgertum nicht anerkannt wurden. Zwar konnten die, deren Familien zu Geld gekommen waren, in die Rolle der Parvenus, d. h. Aufsteiger wechseln. Dies war jedoch mit Lüge, Untertanengeist und Heuchelei erkauft. Der Status des unbeliebten Außenseiters wurde auch dadurch nicht überwunden. Einige der Parias wurden zu Rebellen und behielten ihre Identität bei.
Rahel Varnhagen strebte ehrgeizig bis kurz vor ihrem Tod die vollständige Eingliederung in die Gesellschaft als Person an, merkte jedoch zunehmend, dass sie nicht bereit war, die Wahrheit als Wert aufzugeben: „Um ein Parvenu zu werden, muß man mit der Wahrheit bezahlen, und dies will Rahel nicht.“ Auf diese Weise blieb ihr laut Arendt nichts anderes übrig, als in einem Raum zwischen Paria und Parvenu zu bleiben, denn sie wurde immer wieder mit der Vergeblichkeit ihrer widersprüchlichen Wünsche konfrontiert. Sie kannte den Unterschied zwischen Lüge und Wahrheit und litt daran, sich immer wieder verstellen zu müssen.
Erst am Lebensende war Rahel sich dieses Problems bewusst geworden und fand zu einer klareren Haltung zurück, war wieder Jüdin und Paria geworden. So berichtet Varnhagen folgende Worte von Rahels Totenbett:
„Welche Geschichte! - Eine aus Ägypten und Palästina Geflüchtete bin ich hier und finde Hilfe, Liebe und Pflege von Euch!...Mit erhabenem Entzücken denk' ich an diesen meinen Ursprung und diesen ganzen Zusammenhang des Geschickes, durch welches die ältesten Erinnerungen des Menschengeschlechts mit der neuesten Lage der Dinge, die weitesten Zeit- und Raumfernen verbunden sind. Was so lange Zeit meines Lebens mir die größte Schmach, das herbste Leid und Unglück war, eine Jüdin geboren zu sein, um keinen Preis möcht' ich das jetzt missen.“
Und Arendt resümiert:
„Dreiundsechzig Jahre hat sie gebraucht zu lernen, was 1700 Jahre vor ihrer Geburt begann […]. Schwer mag es sein, seine eigene Geschichte zu kennen, wenn man 1771 in Berlin geboren wird und diese Geschichte schon 1700 Jahre früher in Jerusalem beginnt.“
Rahel hatte im Alter die Chance ergriffen, sich mit ihrem Judentum zu versöhnen und die Realität des Antisemitismus, z. B. die Mär von den Juden, die Brunnen vergiften, klar zu sehen. Als Anhängerin des Frühsozialisten Saint-Simons forderte sie Gleichheit und Rechte ohne Berücksichtigung der Herkunft.
Arendt verwendet Rahels (individuelle) Geschichte, um zu zeigen, wie sich Geschichte überhaupt auf ein Individuum („den kleinen Schlemihl von Mensch“) auswirkt, wenn es kein beständiges Bewusstsein dafür gibt. Rahel würde, so ihre These, dies selbst so sehen, wenn sie sozusagen eine zweite Chance gehabt hätte, ihr Leben zu leben. Mit dieser Biografie versucht Arendt, dies „stellvertretend“ für die Romantikerin aufzuzeigen.

## Ausgaben
- Hannah Arendt: Rahel Varnhagen. The life of a Jewess. London: East And West Library, 1957; 2nd, enl. edition, ed. by Liliane Weissberg, transl. by Richard and Clara Winston. Baltimore: Johns Hopkins University Press, 1997, xii/388 pp., ISBN 0-801-85587-X.
- Hannah Arendt: Rahel Varnhagen: Lebensgeschichte einer deutschen Jüdin aus der Romantik. München, 1959; Piper, München, Neuauflagen: 1981–1998, 10. Aufl. 2003, ISBN 3-492-20230-6.
- Hannah Arendt: Rahel Varnhagen: The life of a jewish woman. Harcourt Brace Jovanovich, New York 1974
- Rahel Varnhagen. Lebensgeschichte einer deutschen Jüdin / The Life of a Jewish Woman, Kritische Gesamtausgabe Band 2, Wallstein Verlag, Göttingen, 2021, ISBN 978-3-8353-3767-1
  - Rahel Varnhagen. Lebensgeschichte einer deutschen Jüdin aus der Romantik / The Life of a Jewess / The Life of a Jewish Woman, Band 2 der Kritischen Gesamtausgabe, Online